# Sainte-Geneviève-sur-Argence
Pour les articles homonymes, voir Sainte-Geneviève.
Sainte-Geneviève-sur-Argence (Sant Jurvèva en occitan) est une ancienne commune française, située dans le département de l'Aveyron en région Occitanie. Le 1er janvier 2016, elle a pris le statut de commune déléguée de la commune nouvelle d'Argences en Aubrac.

## Géographie

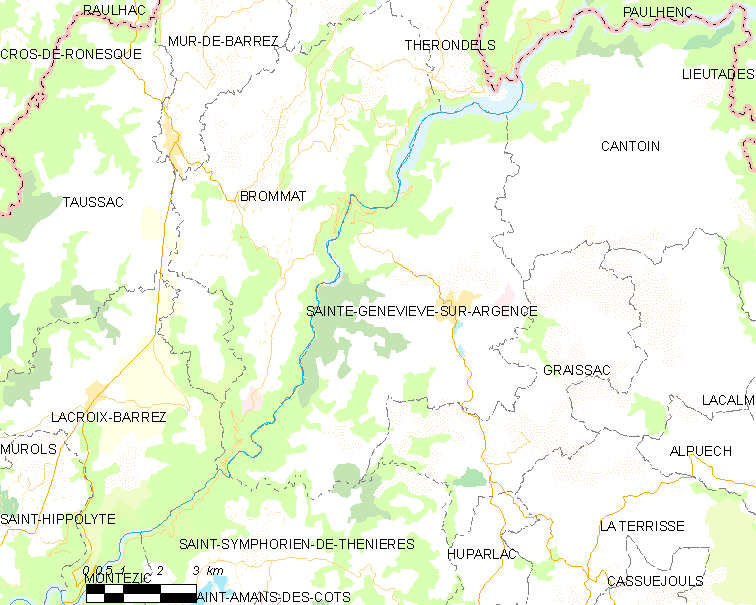

### Site
Le territoire de cette commune matérialise une fraction centre-sud du Massif central sur le plateau de la Viadène entre l'Aubrac et la Truyère, le canton de Sainte-Geneviève-sur-Argence offre des paysages variés et grandioses. Outre le village de Sainte-Geneviève-sur-Argence la commune regroupe plusieurs autres villages et hameaux: l'Albaret, Benaven, le Bousquet, Carmensac, la Croix l'Évêque, Durbec, Espinasse, le Faux, Guerdières, Malentraysse, Marso, la Martinie, le Mas, Mels, les Molinières, Orlhaguet, le Puech d'Orlhaguet, Rives, Saint-Yves, Vernholes, la Vignotte, Vigues, etc.

## Histoire
La commune de Sainte-Geneviève-d'Argence a repris le nom de la paroisse principale d'une seigneurie importante nommée Orlhac, ancienne viguerie carolingienne du pays de Viadène dont le chef-lieu se trouvait à l'emplacement de l'actuel hameau d'Orlhaguet.

## Politique et administration

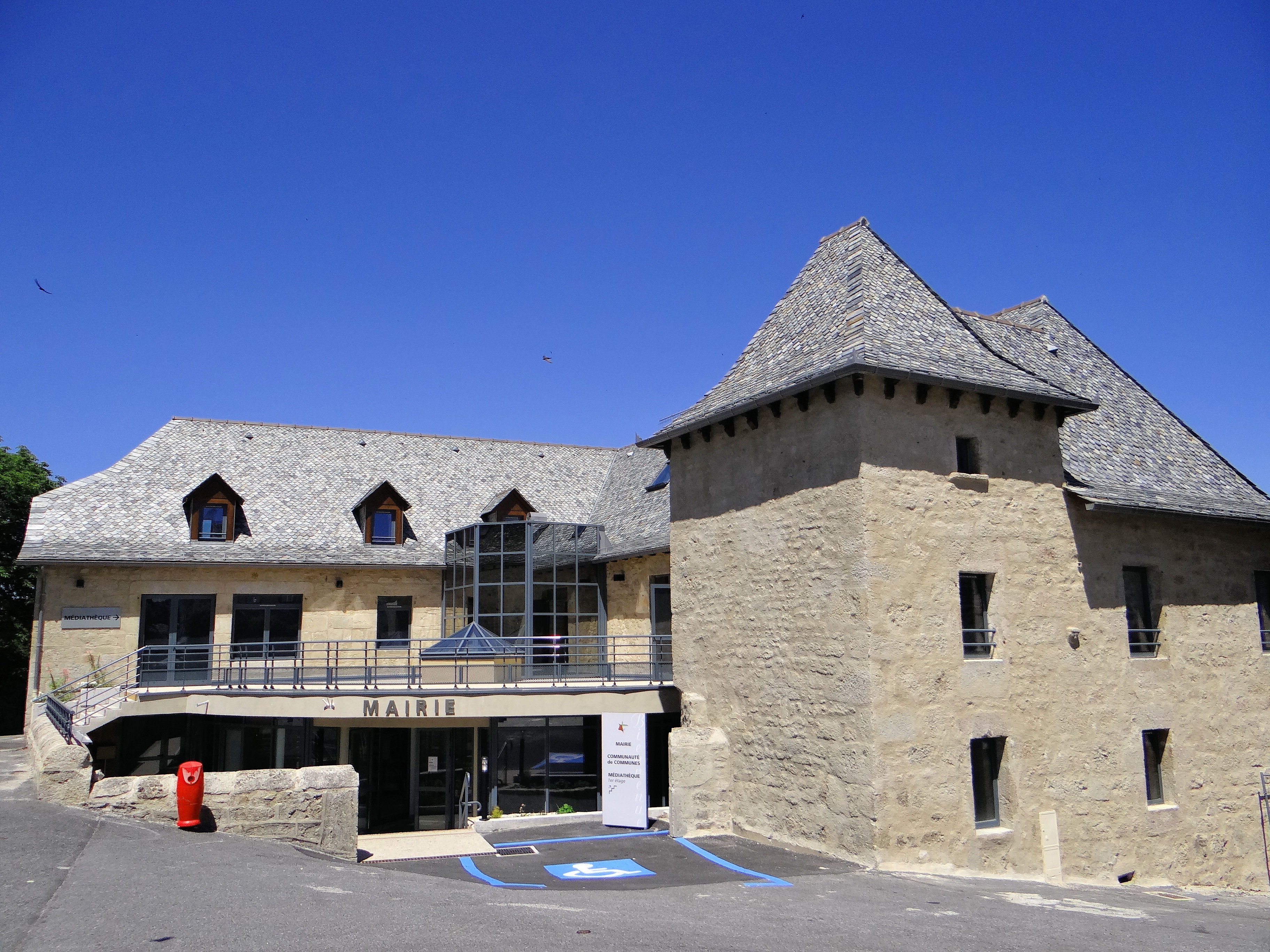
Mairie de Sainte-Geneviève.

Jusqu'en 2015 la localité est le chef-lieu du canton canton No 33 de Sainte-Geneviève-sur-Argence dans la 1re circonscription de l'Aveyron dont le député est Yves Censi (UMP) élu au 2e tour avec un score de 50,67%. Ce canton est intégré depuis au nouveau canton d'Aubrac et Carladez qui regroupe les régions naturelles de l'Aubrac et du Carladès.
Sainte-Geneviève-sur-Argence appartenait à la communauté de communes de l'Argence.
| Période                                  | Période  | Identité      | Étiquette | Qualité     |
| ---------------------------------------- | -------- | ------------- | --------- | ----------- |
| janvier 2016                             | En cours | Jean Valadier | SE        | Agriculteur |
| Les données manquantes sont à compléter. |          |               |           |             |

| Période                                  | Période       | Identité                 | Étiquette | Qualité              |
| ---------------------------------------- | ------------- | ------------------------ | --------- | -------------------- |
| 1995                                     | mars 2014     | Renée-Claude Coussergues | UMP       | Conseillère générale |
| mars 2014                                | décembre 2015 | Jean Valadier            | SE        | Agriculteur          |
| Les données manquantes sont à compléter. |               |                          |           |                      |

## Population et société

### Démographie
L'évolution du nombre d'habitants est connue à travers les recensements de la population effectués dans la commune depuis 1793. À partir du 1er janvier 2009, les populations légales des communes sont publiées annuellement dans le cadre d'un recensement qui repose désormais sur une collecte d'information annuelle, concernant successivement tous les territoires communaux au cours d'une période de cinq ans. 
Pour les communes de moins de 10 000 habitants, une enquête de recensement portant sur toute la population est réalisée tous les cinq ans, les populations légales des années intermédiaires étant quant à elles estimées par interpolation ou extrapolation. Pour la commune, le premier recensement exhaustif entrant dans le cadre du nouveau dispositif a été réalisé en 2004,.
En 2013, la commune comptait 977 habitants, en évolution de −3,36 % par rapport à 2008 (Aveyron : +0,58 %, France hors Mayotte : +2,49 %).
| 1793 | 1800  | 1806  | 1821  | 1831  | 1836  | 1841  | 1846  | 1851  |
| ---- | ----- | ----- | ----- | ----- | ----- | ----- | ----- | ----- |
| 200  | 1 241 | 1 881 | 1 840 | 1 839 | 1 851 | 1 890 | 1 901 | 1 900 |

| 1856  | 1861  | 1866  | 1872  | 1876  | 1881  | 1886  | 1891  | 1896  |
| ----- | ----- | ----- | ----- | ----- | ----- | ----- | ----- | ----- |
| 1 734 | 1 543 | 1 446 | 1 725 | 1 633 | 1 613 | 1 557 | 1 530 | 1 667 |

| 1901  | 1906  | 1911  | 1921  | 1926  | 1931  | 1936  | 1946  | 1954  |
| ----- | ----- | ----- | ----- | ----- | ----- | ----- | ----- | ----- |
| 1 708 | 1 605 | 1 528 | 1 507 | 1 528 | 1 895 | 1 566 | 1 380 | 1 133 |

| 1962  | 1968  | 1975  | 1982  | 1990  | 1999  | 2004  | 2009  | 2013 |
| ----- | ----- | ----- | ----- | ----- | ----- | ----- | ----- | ---- |
| 1 181 | 1 145 | 1 063 | 1 174 | 1 143 | 1 027 | 1 019 | 1 007 | 977  |

## Culture locale et patrimoine

### Édifices religieux

#### Chapelle de Mels
La chapelle de Mels est un monument  Inscrit MH (1928), abrite un retable en bois polychrome du XVIe siècle.

Chapelle de Mels
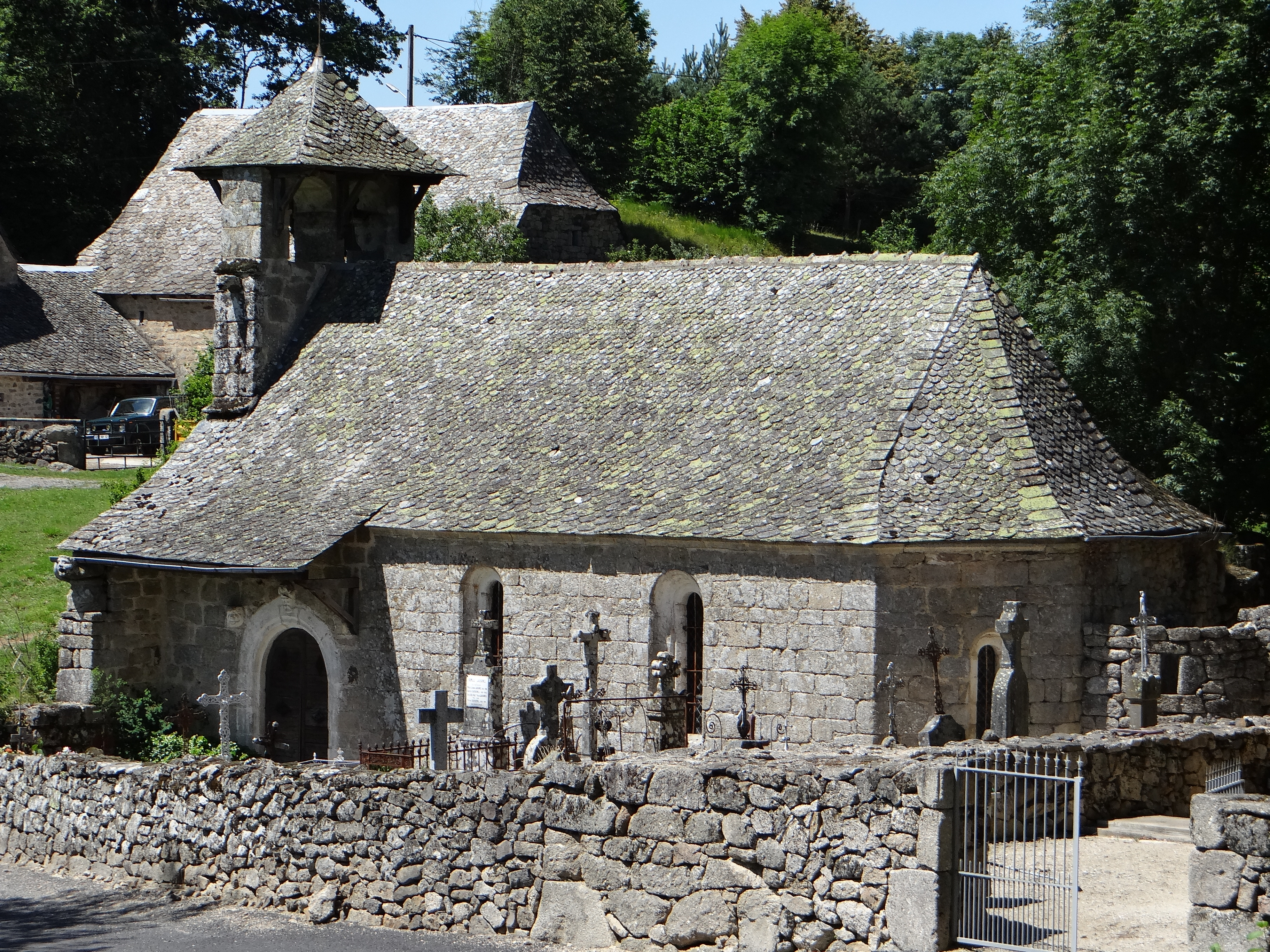
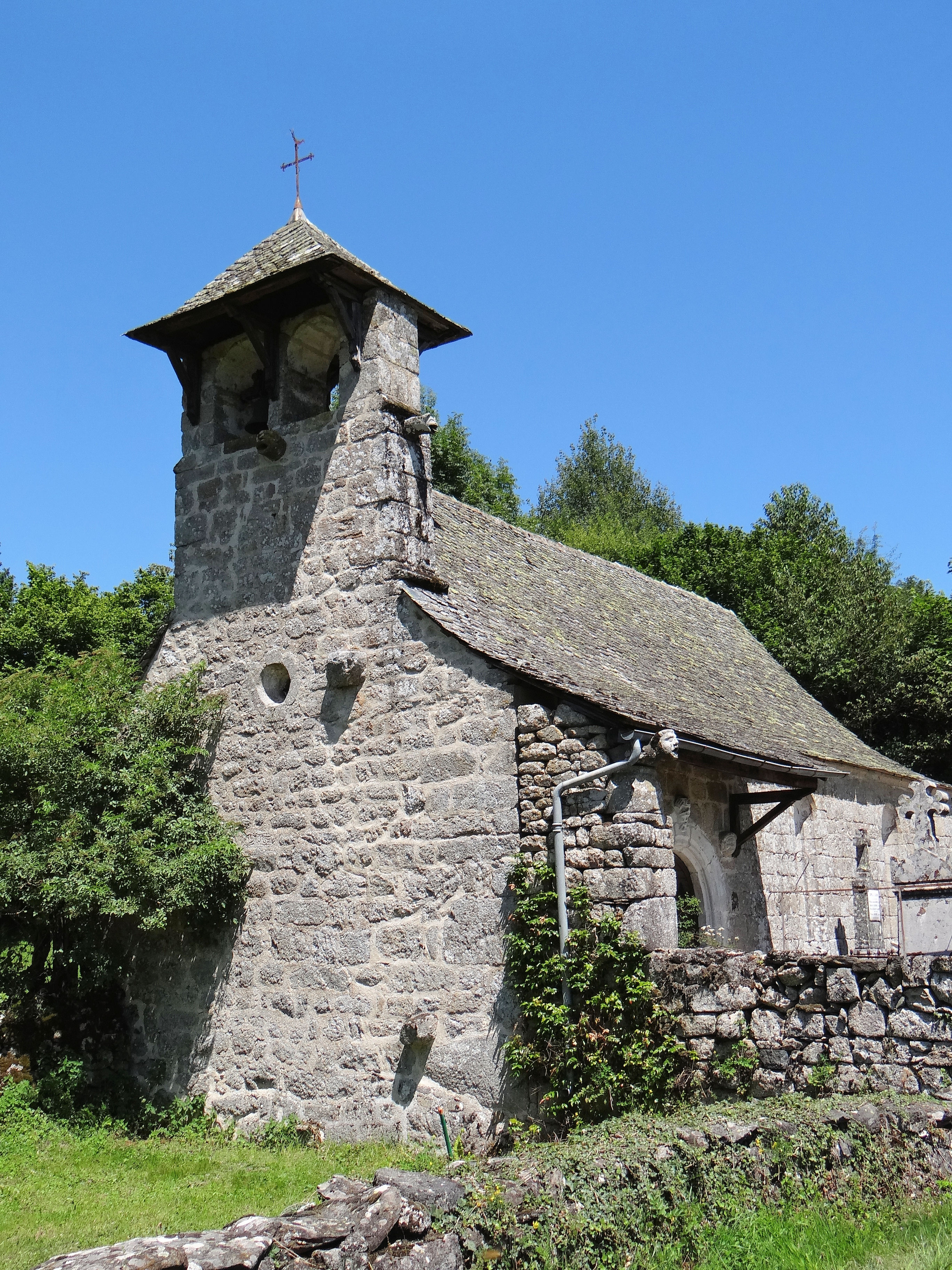
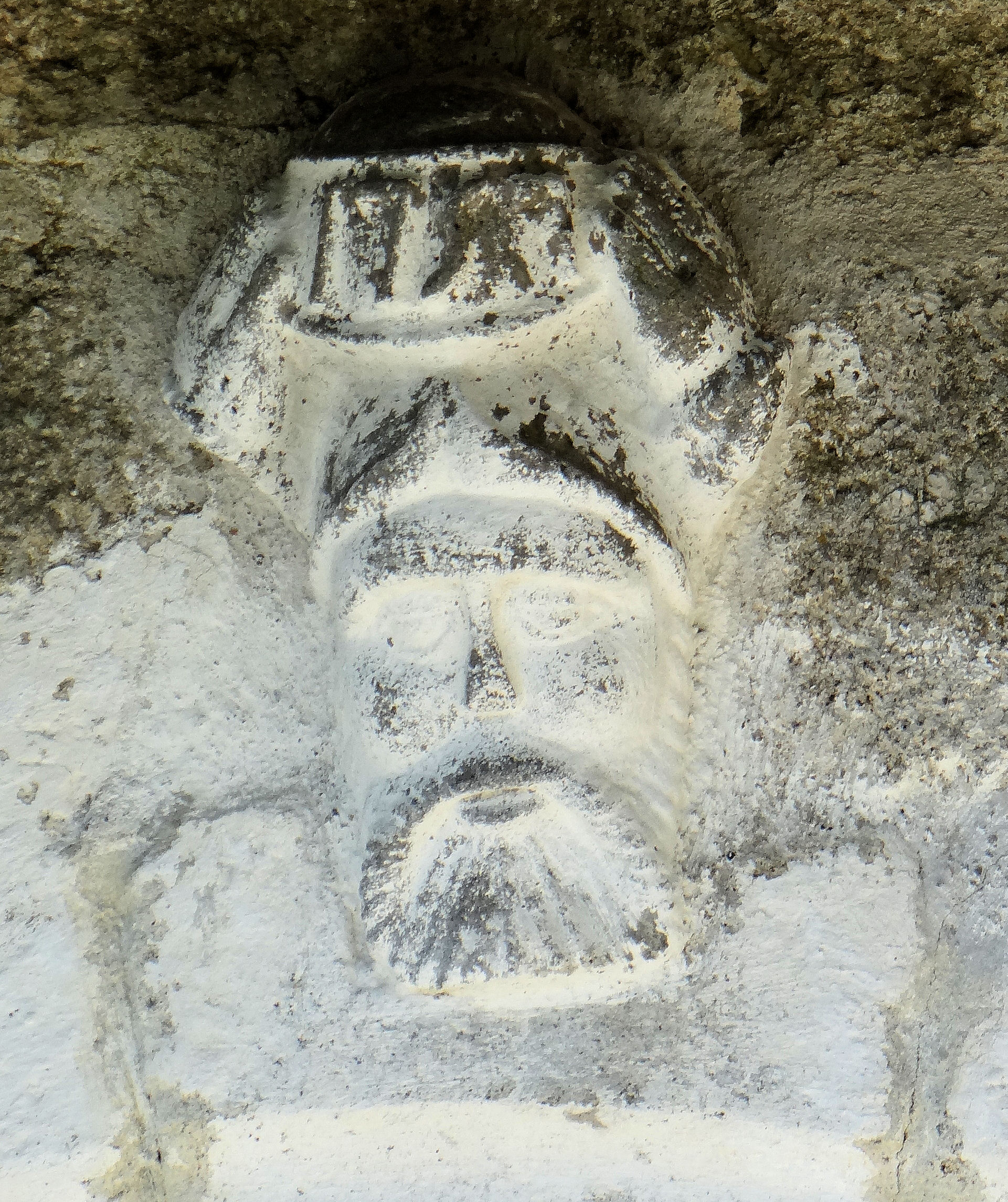

#### L'église saint-Étienne
L'église Saint-Étienne d'Orlhaguet est un monument historique inscrit.

#### Les croix sculptées
Les treize croix sculptées à et autour d'Orlhaguet dont deux sont remarquables, le calvaire  Inscrit MH (1927) proche de l'église Saint-Étienne d'Orlhaguet et la croix  Inscrit MH (1927) se trouvant près du pont à trois travées qui franchit les deux Argence, l'Argence Vive et l'Argence Morte.

Église Saint-Étienne d'Orlhaguet
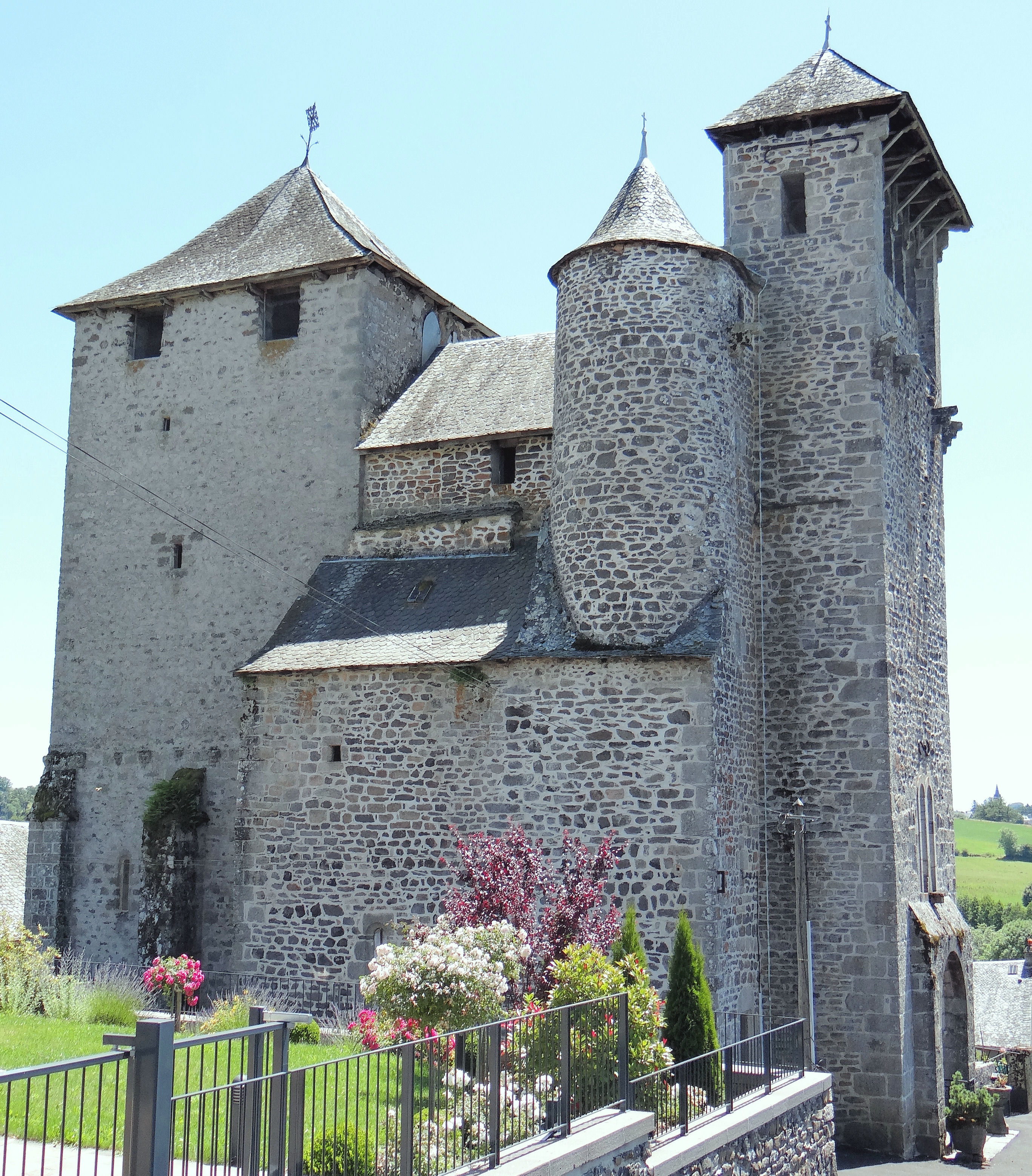
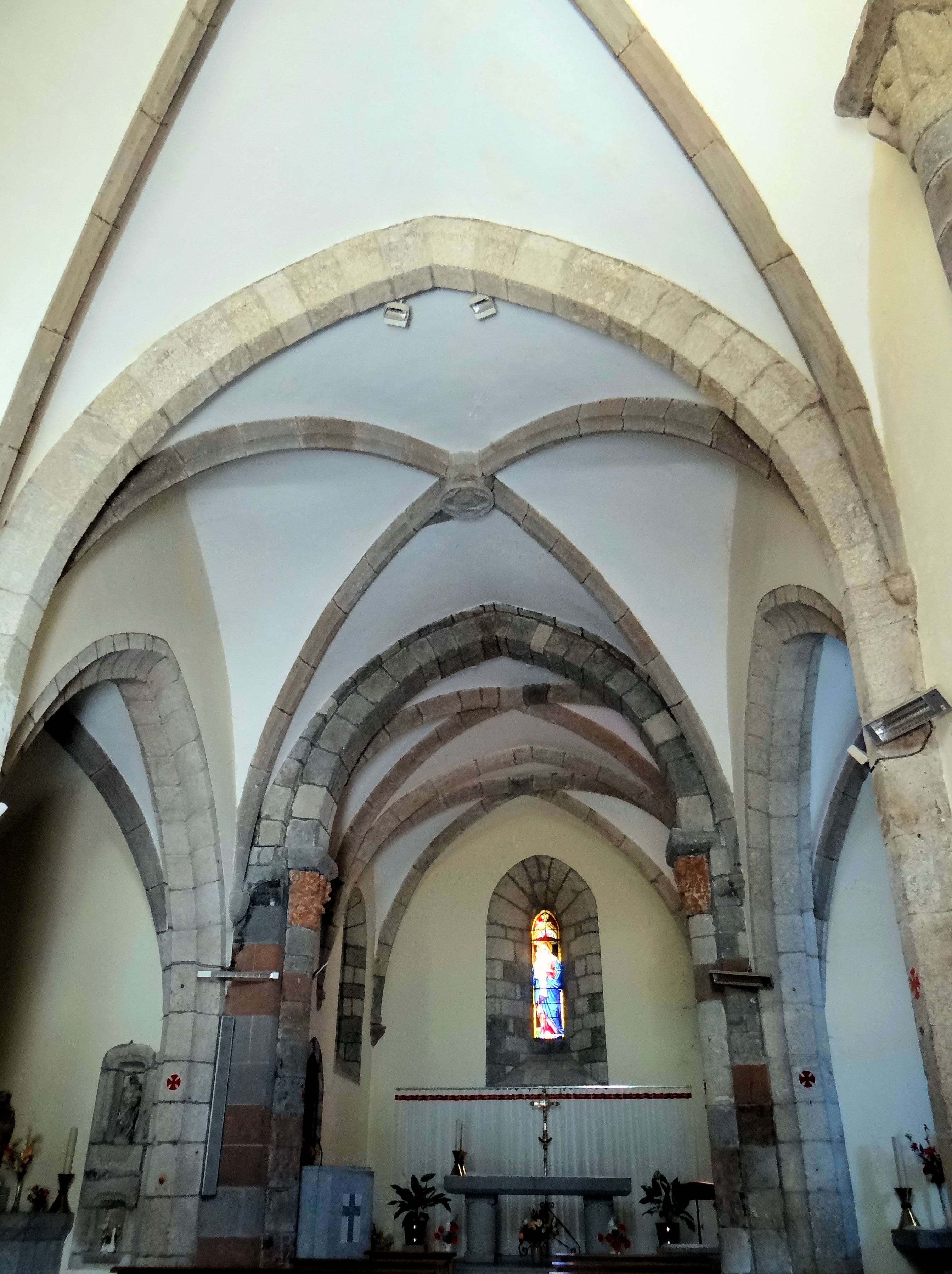
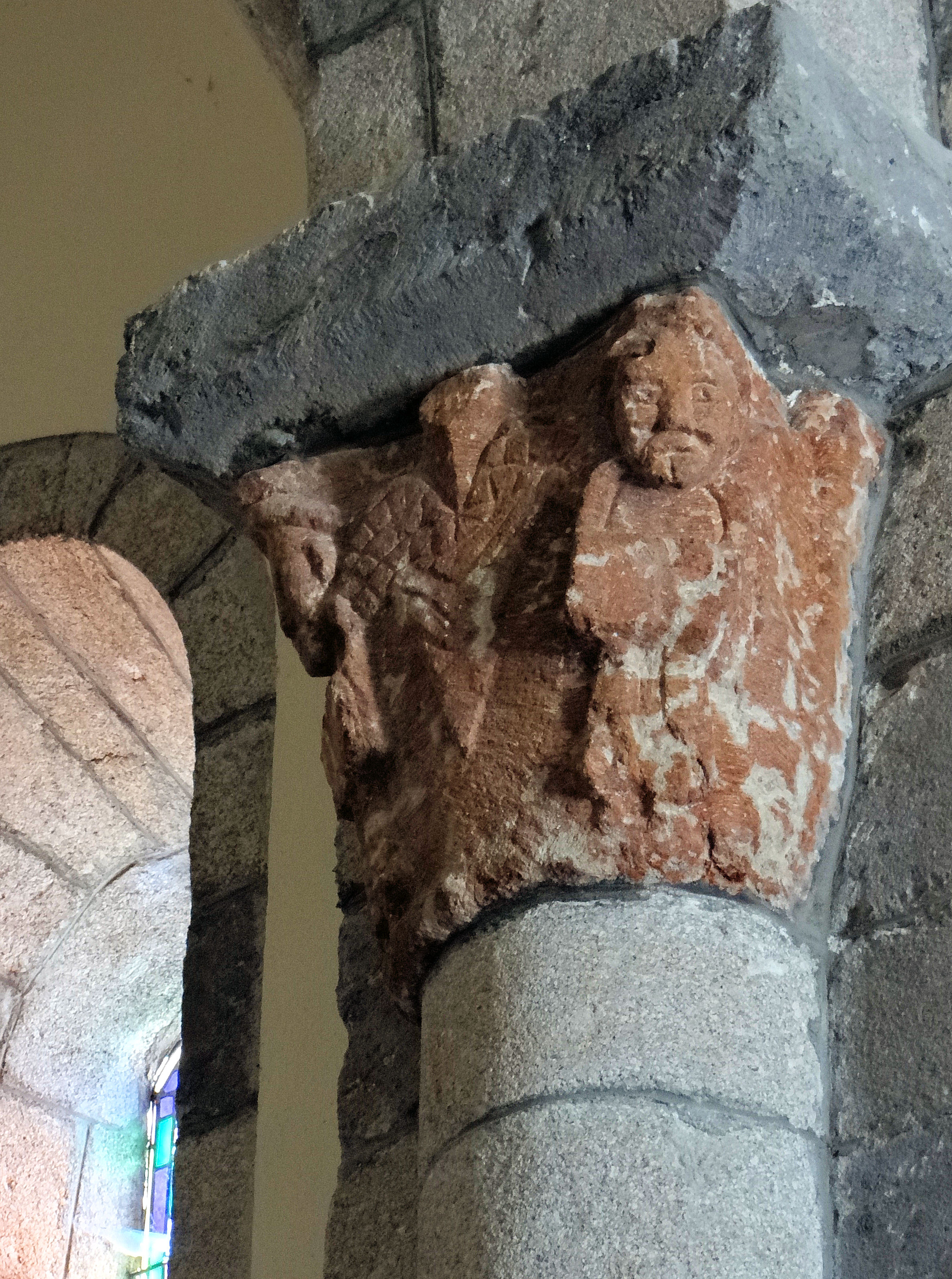
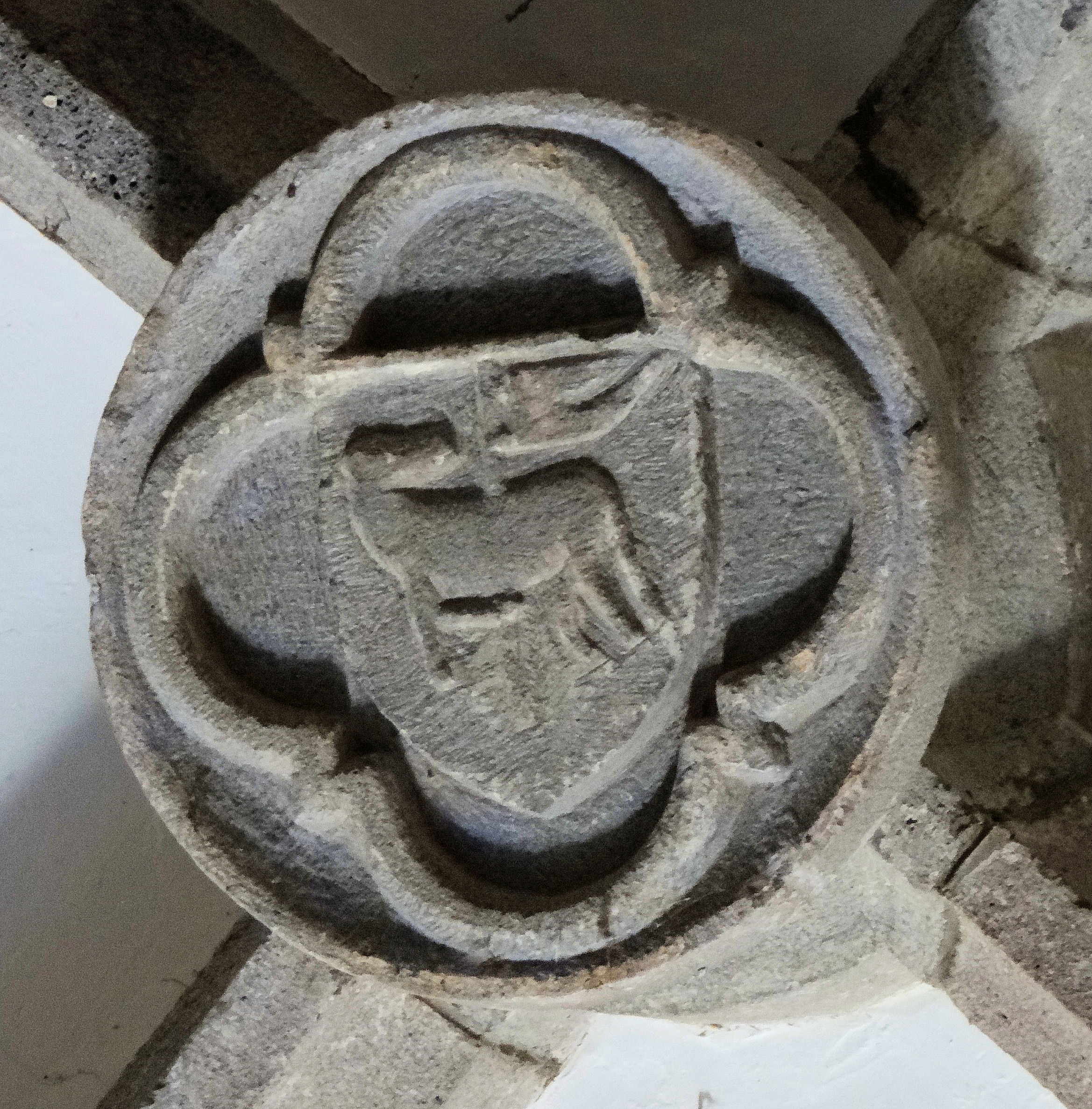

#### Église Sainte-Geneviève et chapelle des seigneurs de Thénières
Dans l'église Sainte-Geneviève, reconstruite à la fin du XIXe siècle, se trouve l'ancienne chapelle des seigneurs de Thénières datant du XVe siècle.

Église Sainte-Geneviève
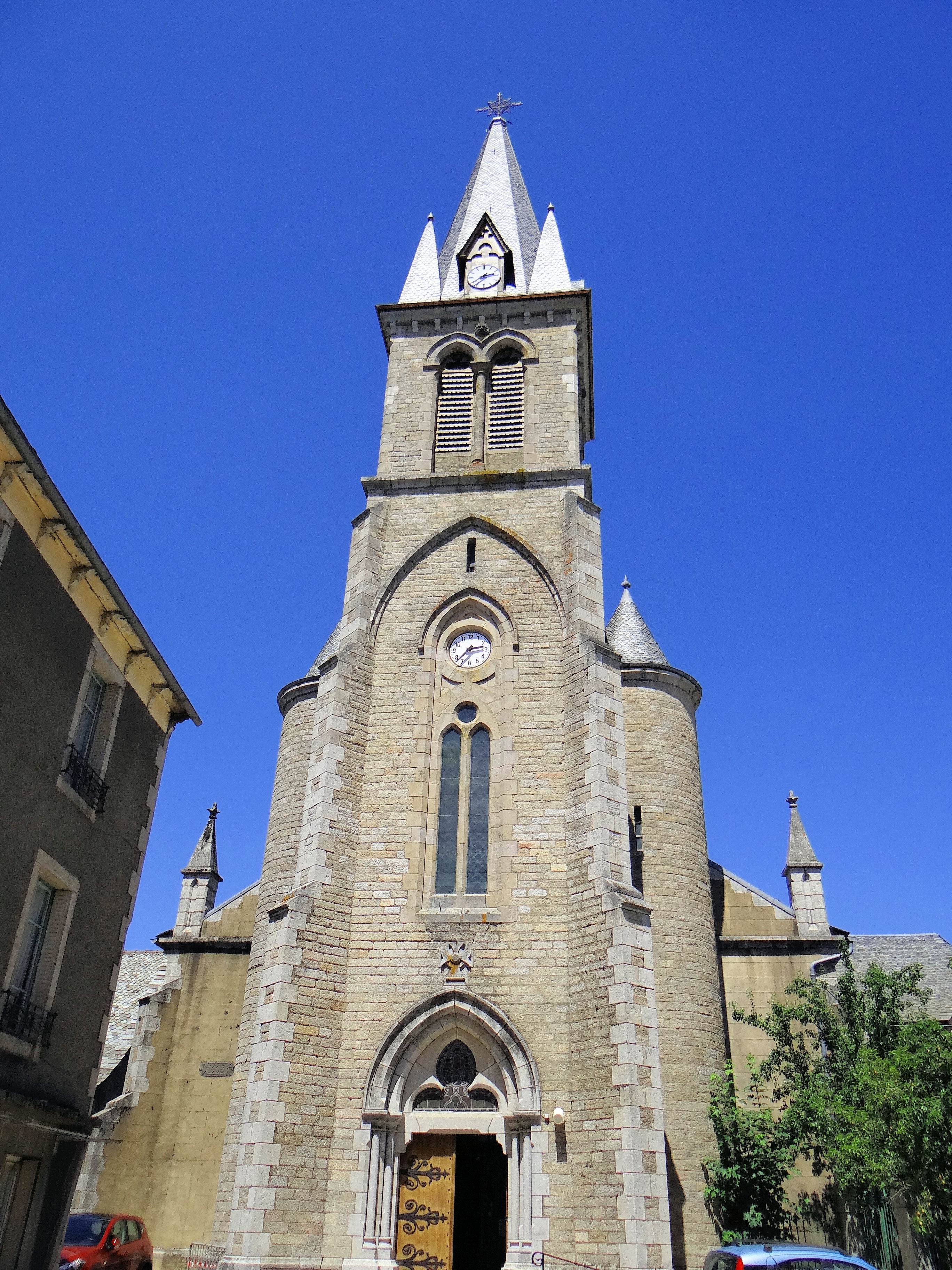
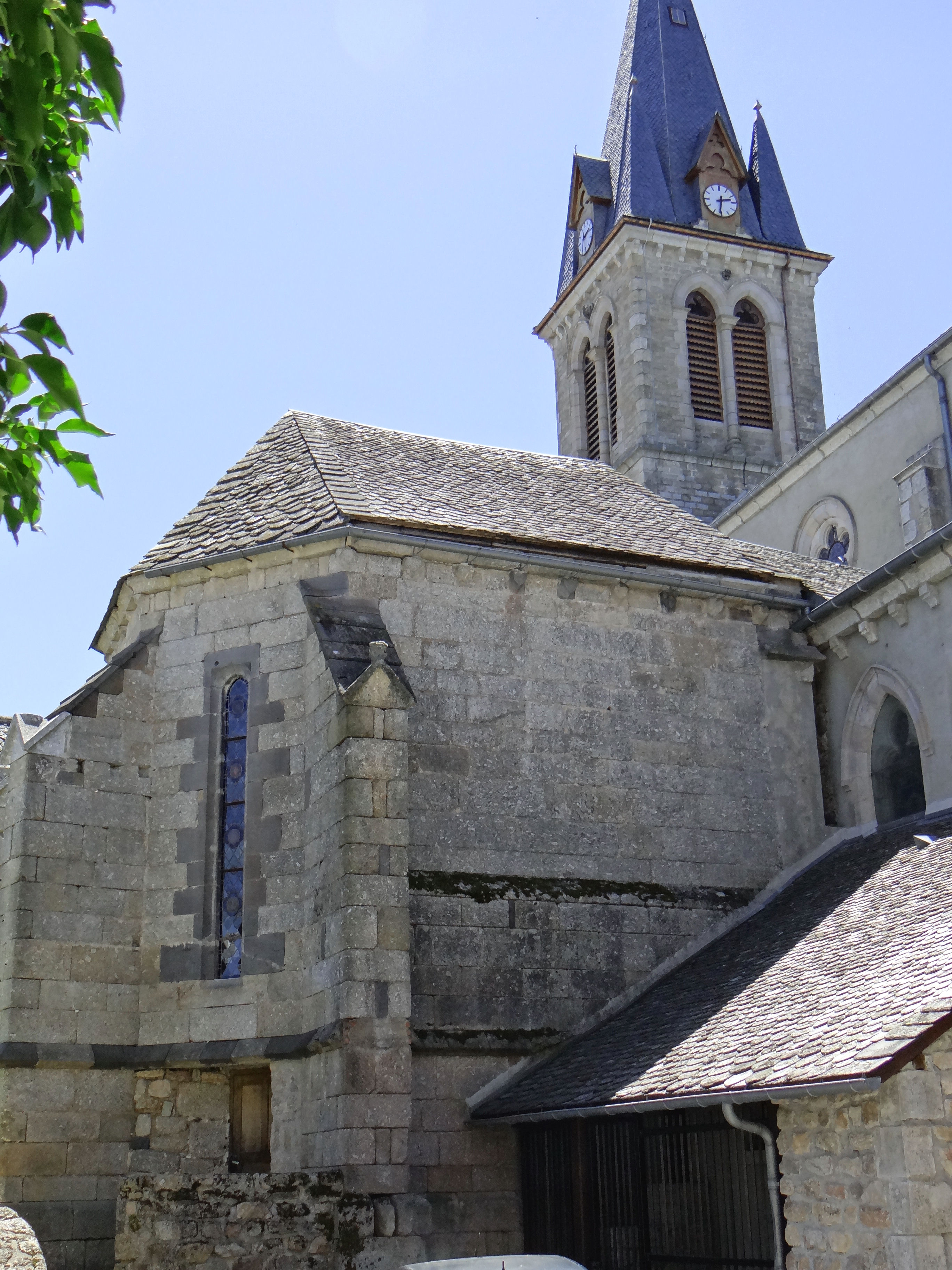
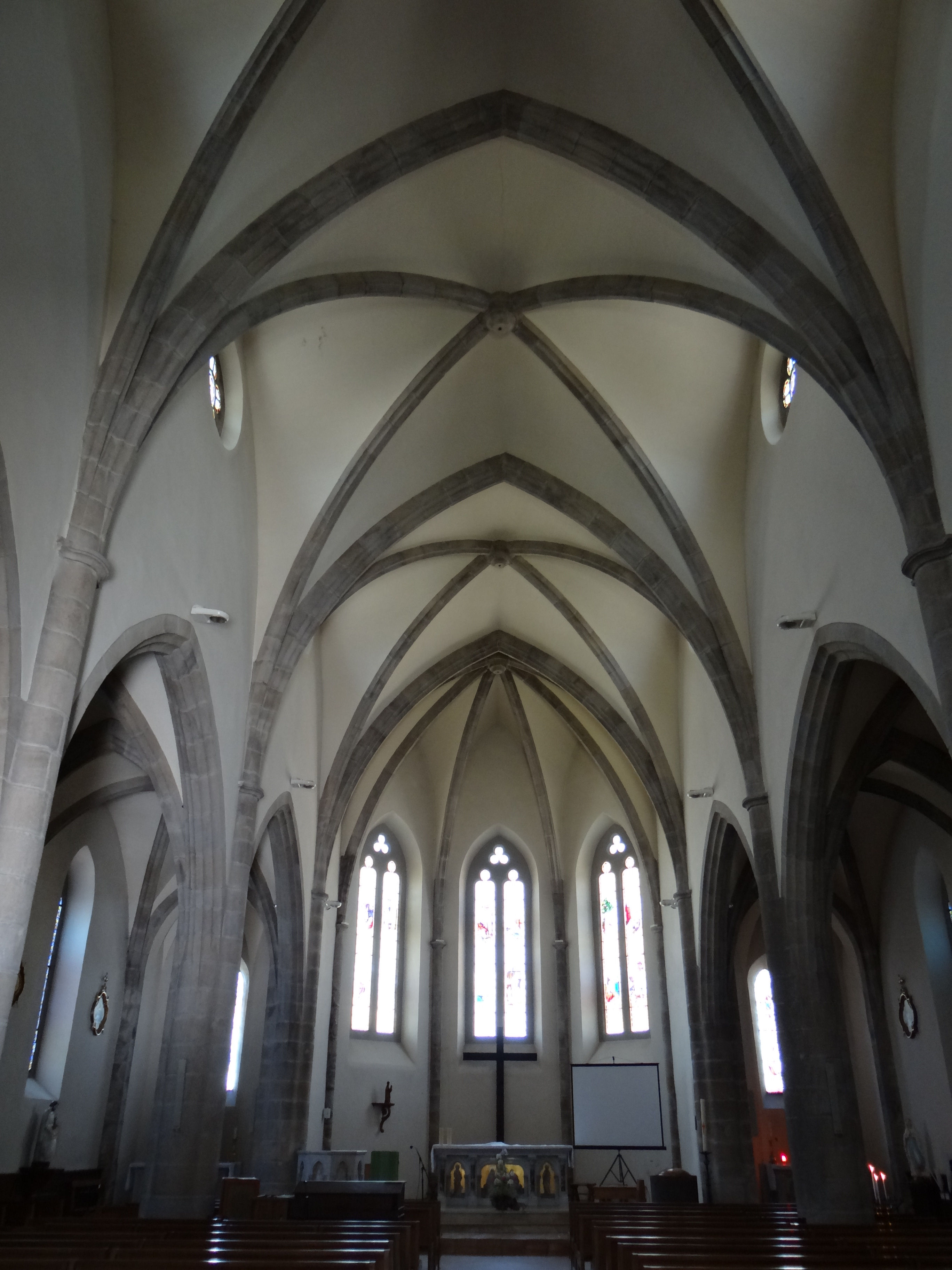
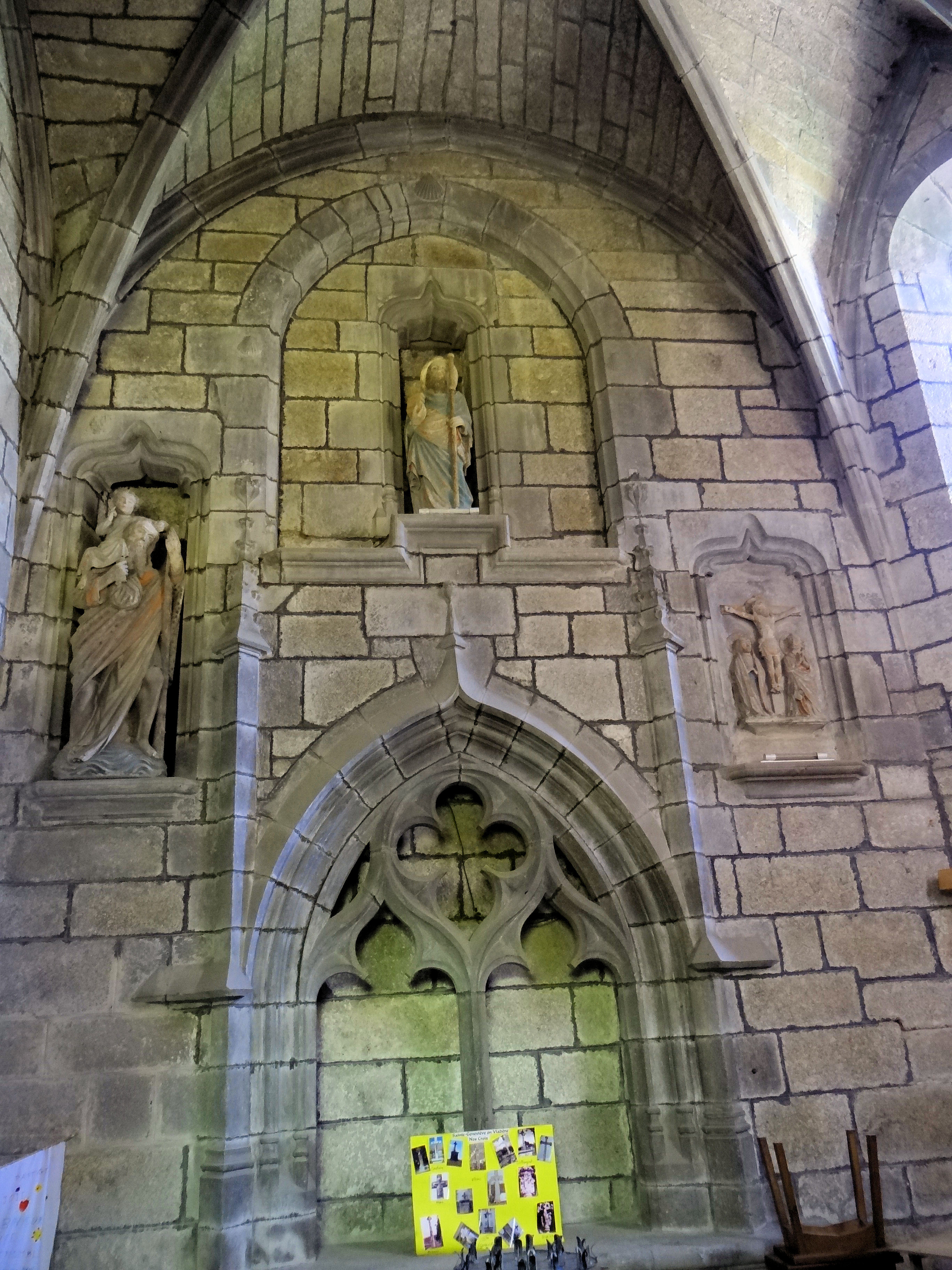

### Édifices civils

#### Château de Bénaven
En bordure du hameau de Bénaven, se trouve un éperon rocheux qui domine de plus de 200 mètres le cours de la Truyère et où ne subsiste plus actuellement qu'un cimetière et les restes d'une église castrale. C'était le site de l'ancien château et le chef-lieu de la seigneurie de Bénavent, qui a donné son nom à une branche de la famille des  comtes de Rodez qui possédait aussi le château fort de Vic-en-Carladez.

### Patrimoine naturel
- Pas très loin de la chapelle de Mels se trouve le site appelé Le bout du monde d'où on peut jouir d'un panorama sur la vallée de la Truyère et le barrage de La Barthe.
- La Via ferrata du Bois des Baltuergues[8] Opérationnelle depuis le mois de mai 2001, elle est située dans les gorges de la Truyère, tout près de Sainte-Geneviève-sur-Argence, dans le nord de l'Aveyron. Via en boucle avec une partie descendante puis une remontée. Au milieu, une variante plus sportive. La longueur du parcours est d'environ 800 mètres avec des dénivelés 200 mètres en style jungle sur une première partie, plus minérale ensuite, avec beaucoup de barreaux, des ponts de singe et des passerelles.

### Personnalités liées à la commune
- René Ferrié : champion d'Europe de Bowling.
- Bernard Laporte : ancien joueur puis entraîneur de rugby. Il a été l'entraîneur du XV de France de 1998 à 2007.

Il est président de la fédération française de rugby et de la World cup
- Bernard Noël, écrivain et poète, né à Sainte-Geneviève-sur Argence (1930-2021) : http://atelier-bernardnoel.com/le-pays-denfance/

### Héraldique
| Blason de la commune de Sainte-Geneviève-sur-Argence | Les armes de la commune de Sainte-Geneviève-sur-Argence se blasonnent ainsi : D'azur au chevron accompagné en chef à dextre d'une étoile de six rais, à senestre d'une couronne et en pointe d'une tour, le tout d'or. |

## Pour approfondir